# جيولوجية كوستاريكا
تعد جيولوجيا كوستاريكا جزءًا من صفيحة بنما، التي تتحرك ببطء نحو الشمال بالنسبة للوحة الكاريبية المستقرة. في أواخر العصر الطباشيري، ظهر خندق محيطي بمنطقة برزخ بنما الحالي. كان النشاط البركاني مكثفًا في العصر الطباشيري، والبايلوسين، والإيوسين. القوس البركاني الذي تراكم خلال الفترة انقلب على الهامش الجنوبي لأمريكا الشمالية. خلال العصر الأوليغوسيني، قسمت صفيحة المحيط الهادئ البحرية إلى صفيحة كوكوس ونازكا. تعد الصفائح التكتونية في كوستاريكا أكثر تعقيدًا نظرًا لأن لوحة كوكوس تنقسم إلى كتلتين تفصل بينهما منطقة كسر كوستاريكا (التي تمتد شمالًا شرقًا إلى اليابسة). في المليوني سنة الماضية، اندلعت البراكين في كوستاريكا، مع أنماط الجيوكيميائية التي تشير إلى أن الصهارة قد جاءت من ذوبان البازلت المتحولة.